# 高度情報処理技術者試験
高度情報処理技術者試験（こうどじょうほうしょりぎじゅつしゃしけん）とは、情報処理技術者試験の区分の中で、専門性、複雑性、責任性、規模が大きい一部の区分を言う。単に高度試験という場合もある。

## 概要
独立行政法人情報処理推進機構（IPA）IT人材育成センター国家資格・試験部は、情報処理技術者試験制度においてスキルレベルを1～4に設定しているが、この中でスキルレベル4に相当するものを高度試験と規定している。また、旧制度から運営されている、スキルレベル5に該当する試験も2009年の制度改正を目処にスキルレベル4に統合されている。どの時期においても、情報処理技術者試験の中で難易度・専門性・対外的評価の高い区分を指すという点は変わらず、試験で計ることのできる能力としては最高のスキルレベルであることから、いずれの試験区分も各技術分野において事実上の国内最難関の試験にあたる。
これらに合格することはITエンジニア、広義のシステムエンジニアの能力認定に有効な手段となる。そのため、省庁・官庁・民間企業では合格者への報奨一時金、昇格・昇給、採用条件の基準として扱われることが多い。また、官公庁や民間企業のシステム開発案件への入札条件として、高度情報処理技術者の保有人数を指定されることがあり、大手ITベンダーでは、技術者への資格取得奨励を経営上の戦略目標に設定している例も見られる。
現在では一般的に応用情報技術者試験（スキルレベル3）に合格した者が次に目指すべき段階として認知されており、応用情報技術者試験がIT全般に関する幅広い知識が必要とされるゼネラリスト的な試験の側面を持つ一方、高度情報処理技術者試験は各分野（情報セキュリティ、データベース、ネットワーク、プロジェクトマネジメントなど）のスペシャリスト試験的な試験として認知されている。

### 沿革
- 1994年（平成6年） 試験制度改正後、情報処理技術者試験センターが合格発表等を行う時に一部の区分を指して「高度試験」の語の使用を開始した。
- 2001年（平成13年）試験制度改正後は、情報処理技術者試験センターは「高度試験」の語を用いなくなった。
  - 経済産業省の資料[2][3]においても（ソフトウェア開発技術者試験を含むか否か）バラツキが見られる。但し、一般的には初級システムアドミニストレータ試験、基本情報技術者試験、ソフトウェア開発技術者試験を除いた区分と説明されることが多かった。
- 2009年（平成21年）試験制度が改訂されたITスキル標準に対応するよう改正され、スキルレベル4相当が「高度試験」と規定された。
- 2017年（平成29年）「情報処理安全確保支援士（RISS）」制度の創設に伴い、「高度試験」であった情報セキュリティスペシャリスト試験が情報処理安全確保支援士試験へ移行した[4]。

## 対象となる区分
- ITストラテジスト試験（旧：システムアナリスト試験を母体に上級システムアドミニストレータ試験の内容を包含）
- プロジェクトマネージャ試験
- システムアーキテクト試験（旧：アプリケーションエンジニア試験）
- ITサービスマネージャ試験（旧：テクニカルエンジニア(システム管理)試験）
- ネットワークスペシャリスト試験（旧：テクニカルエンジニア(ネットワーク)試験）
- データベーススペシャリスト試験（旧：テクニカルエンジニア(データベース)試験）
- エンベデッドシステムスペシャリスト試験（旧：テクニカルエンジニア(エンベデッドシステム)試験）
- システム監査技術者試験

| 試験区分                                                          | 実施時期             | 出題形式                                                                      | 備考 |
| ----------------------------------------------------------------- | -------------------- | ----------------------------------------------------------------------------- | --- |
| ITストラテジスト試験                                              | 春期                 | 午前I：多肢選択式 午前II：多肢選択式 午後I：記述式 午後II：論述式（小論文）   | |
| システムアーキテクト試験                                          | 春期                 | 午前I：多肢選択式 午前II：多肢選択式 午後I：記述式 午後II：論述式（小論文）   | |
| プロジェクトマネージャ試験                                        | 秋期                 | 午前I：多肢選択式 午前II：多肢選択式 午後I：記述式 午後II：論述式（小論文）   | |
| ネットワークスペシャリスト試験                                    | 春期                 | 午前I：多肢選択式 午前II：多肢選択式 午後I：記述式 午後II：記述式（事例解析） | |
| データベーススペシャリスト試験                                    | 秋期                 | 午前I：多肢選択式 午前II：多肢選択式 午後I：記述式 午後II：記述式（事例解析） | |
| エンベデッドシステムスペシャリスト試験                            | 秋期                 | 午前I：多肢選択式 午前II：多肢選択式 午後I：記述式 午後II：論述式（小論文）   | 2023年（令和5年）秋期試験より、午後IIが記述式から論述式へ変更 |
| ITサービスマネージャ試験                                          | 春期                 | 午前I：多肢選択式 午前II：多肢選択式 午後I：記述式 午後II：論述式（小論文）   | |
| システム監査技術者試験                                            | 秋期                 | 午前I：多肢選択式 午前II：多肢選択式 午後I：記述式 午後II：論述式（小論文）   | |
| 情報処理安全確保支援士試験 （登録情報セキュリティスペシャリスト） | 春期および秋期 年2回 | 午前I：多肢選択式 午前II：多肢選択式 午後：記述式（事例解析）                 | 情報処理技術者試験制度から独立。名称独占資格 情報セキュリティスペシャリスト試験の後継として実施 2023年（令和5年）秋期試験より、午後Iと午後IIを統合し「午後」に変更 |

※2020年（令和2年）秋期試験より、各区分（情報処理安全確保支援士試験を除く）の実施時期（春期または秋期）が入れ替わった。

### 従前の区分
参考　1993年（平成5年）までの区分で高度試験に相当するもの
- 特種情報処理技術者試験
- オンライン情報処理技術者試験
- 情報処理システム監査技術者試験

1994年より高度試験とされた区分
- プロジェクトマネージャ試験
- プロダクションエンジニア試験（2000年（平成12年）廃止）
- システム運用管理エンジニア試験
- システムアナリスト試験
- アプリケーションエンジニア試験（旧：特種情報処理技術者試験）
- ネットワークスペシャリスト試験（旧：オンライン情報処理技術者試験を分割）
- データベーススペシャリスト試験（同上）
- システム監査技術者試験（旧：情報処理システム監査技術者試験）

1998年（平成10年）に新設、高度試験に追加された区分
- マイコン応用システムエンジニア試験
- 上級システムアドミニストレータ試験

2001年より高度試験と称された区分
- システムアナリスト試験
- プロジェクトマネージャ試験
- アプリケーションエンジニア試験
- テクニカルエンジニア(ネットワーク)試験（旧：ネットワークスペシャリスト試験）
- テクニカルエンジニア(データベース)試験（旧：データベーススペシャリスト試験）
- テクニカルエンジニア(システム管理)試験（旧：システム運用管理エンジニア試験）
- テクニカルエンジニア(エンベデッドシステム)試験（旧：マイコン応用システムエンジニア試験）
- 情報セキュリティアドミニストレータ試験
- 上級システムアドミニストレータ試験
- システム監査技術者試験

2006年（平成18年）に新設、高度試験と称された区分
- テクニカルエンジニア(情報セキュリティ)試験

2009年（平成21年）より高度試験と称された区分
- 情報セキュリティスペシャリスト試験（旧：テクニカルエンジニア(情報セキュリティ)試験を母体に情報セキュリティアドミニストレータ試験の内容を包含）

## 特徴
各試験区分それぞれ年1回（春期または秋期）のみの実施となる。情報処理安全確保支援士試験（前身の情報セキュリティスペシャリスト試験を含む）は応用情報技術者試験（AP）と同じく、春期と秋期の年2回実施される。
情報処理安全確保支援士を除く各試験は、「午前Ⅰ・午前Ⅱ・午後Ⅰ・午後Ⅱ」の4段階の形式で出題される。試験時間は4段階の合計で300分（5時間）である（午前Ⅰが免除された場合は250分）。情報処理安全確保支援士試験は「午前Ⅰ・午前Ⅱ・午後」の3段階で合計240分。午前Ⅰから順に採点され、不合格点であった場合は、その時点で採点は中断され不合格となる（多段階選抜方式）。一度の試験で4段階全てが合格基準以上で合格となる。
- 午前Ⅰ試験は、全試験区分で共通の選択式問題が出題される。試験時間50分。四肢択一式（マークシート使用）で30問出題され全問解答。情報セキュリティを含むストラテジ・マネジメント・テクノロジ系の全分野が対象である。スキルレベルは3であり、応用情報技術者試験（AP）の午前と同程度である。合格基準点は満点の60％以上である。基準点に達しなかった場合、午前Ⅱ・午後Ⅰ・午後Ⅱは採点されない。
  - 応用情報技術者試験合格、または、高度試験のいずれかの区分で合格もしくは午前Ⅰ試験が基準点以上、または、情報処理安全確保支援士試験に合格もしくは午前Ⅰ試験が基準点以上であれば2年間は午前Ⅰ試験が免除される[1]。
    - 午前Ⅰのみ受験して途中で帰宅（午前Ⅱ以降を棄権）した場合でも、午前Ⅰが基準点以上だった場合は、2年間は午前Ⅰが免除される（ただし、不正行為等で退場処分となった場合を除く。）。そのため、午前Ⅰから受験する場合、初回試験では午前Ⅰのみ受験し、（午前Ⅰの免除が決まったら）次回試験で午前Ⅱ以降を受験するという受験者も少なくない。

  - 午前Ⅰ試験の出題範囲の詳細については、

- 午前Ⅱ試験は、各試験区分毎に重点分野が異なる選択式問題が出題される。詳細は後述する。

- 午後Ⅰ試験は、各試験区分に応じた長文の事例解析問題が出題される。試験時間90分。合格基準点は満点の60％以上である。基準点に達しなかった場合、午後Ⅱは採点されない。

- 午後Ⅱ試験は、各試験区分に応じて記述式（大問1つの事例解析問題）もしくは論文課題形式で出題される。試験時間120分。記述式の区分の場合は満点の60％以上、論文課題形式の場合はA・B・C・Dの4段階で採点されAランクの場合のみ最終的に合格となる。合格基準に達しなかった場合は不合格。

### 午前Ⅱ試験の出題範囲
- 午前Ⅱ試験では、各試験区分毎に重点分野が異なる選択式問題が出題される。試験時間40分。四肢択一式（マークシート使用）で25問出題され全問解答。どの試験区分でも例年、重点分野（原則として、出題スキルレベルは最高の4）から20問前後、付随する関連分野（スキルレベルは午前Ⅰおよび応用情報技術者試験午前と同等の3）から5問前後程度出題される。合格基準点は満点の60％以上である。基準点に達しなかった場合、午後Ⅰ・午後Ⅱは採点されない。
- 情報セキュリティ分野はITストラテジスト試験およびプロジェクトマネージャ試験の試験範囲から外されていたが、2014年度（平成26年度）に追加され、それ以降はすべての区分で出題対象となっている。
  - 2020年度（令和2年度）の試験より、高度試験のすべての区分の午前II試験で情報セキュリティ分野が重点分野となる[7][8]。また、プロジェクトマネージャ試験以外のすべての試験区分でスキルレベル4に引き上げられる（プロジェクトマネージャ試験はスキルレベル3のままである）。2019年度（令和元年度）までは情報処理安全確保支援士試験（旧・情報セキュリティスペシャリスト試験）とネットワークスペシャリスト試験のみが情報セキュリティ領域をスキルレベル4かつ重点分野としていた。
- コンピュータ科学の基礎理論に関する領域（離散数学、応用数学、アルゴリズム、プログラミングなど）は午前Ⅱ試験では出題対象に含まれない。ただし、午前Ⅰ試験では出題される他、情報処理安全確保支援士試験（旧・情報セキュリティスペシャリスト試験）では午後Ⅰでセキュアプログラミングに関する問題が自由選択制で出題される。
- ネットワークスペシャリスト試験やデータベーススペシャリスト試験、エンベデッドシステムスペシャリスト試験ではテクノロジ分野からの出題に重点を置いている。一方、ITストラテジスト試験やプロジェクトマネージャ試験のように出題範囲が経営、マネジメント分野にほぼ限定される区分もある（ただしセキュリティ分野からの出題はある。）。システムアーキテクト試験やITサービスマネージャ試験、システム監査技術者試験、情報処理安全確保支援士試験では技術分野およびマネジメント分野の両方から満遍なく出題される。

| 試験区分                                       | ITストラテジスト試験 | システムアーキテクト試験 | プロジェクトマネージャ試験 | ネットワークスペシャリスト試験 | データベーススペシャリスト試験 | エンベデッドシステムスペシャリスト試験 | ITサービスマネージャ試験 | システム監査技術者試験 | 情報処理安全確保支援士試験 |
| ---------------------------------------------- | -------------------- | ------------------------ | -------------------------- | ------------------------------ | ------------------------------ | -------------------------------------- | ------------------------ | ---------------------- | -------------------------- |
| コンピュータ構成要素                           |                      | ○                        |                            | ○                              | ○                              | ★                                      | ○                        |                        |                            |
| システム構成要素                               |                      | ○                        |                            | ○                              | ○                              | ○                                      | ○                        |                        |                            |
| ソフトウェア、ハードウェア                     |                      |                          |                            |                                |                                | ★                                      |                          |                        |                            |
| データベース                                   |                      | ○                        |                            |                                | ★                              |                                        | ○                        | ○                      | ○                          |
| コンピュータネットワーク                       |                      | ○                        |                            | ★                              |                                | ○                                      | ○                        | ○                      | ★                          |
| 情報セキュリティ                               | ○                    | ○                        | ○                          | ★                              | ○                              | ○                                      | ○                        | ○                      | ★                          |
| システム開発技術                               |                      | ★                        | ○                          | ○                              | ○                              | ★                                      |                          | ○                      | ○                          |
| ソフトウェア開発管理技術                       |                      | ○                        | ○                          | ○                              | ○                              | ○                                      |                          |                        | ○                          |
| プロジェクトマネジメント                       |                      |                          | ★                          |                                |                                |                                        | ★                        |                        |                            |
| ITサービスマネジメント                         |                      |                          | ○                          |                                |                                |                                        | ★                        | ○                      | ○                          |
| システム監査、内部統制                         |                      |                          |                            |                                |                                |                                        | ○                        | ★                      | ○                          |
| システム戦略                                   | ★                    | ○                        |                            |                                |                                |                                        |                          |                        |                            |
| システム企画                                   | ★                    | ★                        | ○                          |                                |                                |                                        |                          |                        |                            |
| 経営戦略マネジメント                           | ★                    |                          |                            |                                |                                |                                        |                          | ○                      |                            |
| 技術戦略マネジメント                           | ○                    |                          |                            |                                |                                |                                        |                          |                        |                            |
| ビジネスインダストリ（民生機器、産業機器など） | ★                    |                          |                            |                                |                                |                                        |                          |                        |                            |
| 企業活動                                       | ★                    |                          |                            |                                |                                |                                        |                          | ○                      |                            |
| 法務                                           | ○                    |                          | ○                          |                                |                                |                                        | ○                        | ★                      |                            |

- 2020年度（令和2年度）春期試験より、「ビジネスインダストリ」がエンベデッドシステムスペシャリスト試験の出題対象に含まれる。スキルレベルは3。
- 2023年度（令和5年度）秋期試験より、「システム企画」「経営戦略マネジメント」「技術戦略マネジメント」がエンベデッドシステムスペシャリスト試験の出題対象に含まれる。スキルレベルは3[5]。
- 2024年度（令和6年度）秋期試験より、「ユーザーインタフェース」がシステムアーキテクト試験とエンベデッドシステムスペシャリスト試験の出題対象に含まれる。スキルレベルは3[9]。

| 試験区分                                       | ITストラテジスト試験 | システムアーキテクト試験 | プロジェクトマネージャ試験 | ネットワークスペシャリスト試験 | データベーススペシャリスト試験 | エンベデッドシステムスペシャリスト試験 | ITサービスマネージャ試験 | システム監査技術者試験 | 情報処理安全確保支援士試験 |
| ---------------------------------------------- | -------------------- | ------------------------ | -------------------------- | ------------------------------ | ------------------------------ | -------------------------------------- | ------------------------ | ---------------------- | -------------------------- |
| コンピュータ構成要素                           |                      | ○                        |                            | ○                              | ○                              | ★                                      | ○                        |                        |                            |
| システム構成要素                               |                      | ○                        |                            | ○                              | ○                              | ○                                      | ○                        |                        |                            |
| ソフトウェア、ハードウェア                     |                      |                          |                            |                                |                                | ★                                      |                          |                        |                            |
| ユーザインタフェース                           |                      | ○（2025年春期より）      |                            |                                |                                | ○（2024年秋期より）                    |                          |                        |                            |
| データベース                                   |                      | ○                        |                            |                                | ★                              |                                        | ○                        | ○                      | ○                          |
| コンピュータネットワーク                       |                      | ○                        |                            | ★                              |                                | ○                                      | ○                        | ○                      | ★                          |
| 情報セキュリティ                               | ★                    | ★                        | ★ スキルレベル3            | ★                              | ★                              | ★                                      | ★                        | ★                      | ★                          |
| システム開発技術                               |                      | ★                        | ○                          | ○                              | ○                              | ★                                      |                          | ○                      | ○                          |
| ソフトウェア開発管理技術                       |                      | ○                        | ○                          | ○                              | ○                              | ○                                      |                          |                        | ○                          |
| プロジェクトマネジメント                       |                      |                          | ★                          |                                |                                |                                        | ★                        |                        |                            |
| ITサービスマネジメント                         |                      |                          | ○                          |                                |                                |                                        | ★                        | ○                      | ○                          |
| システム監査、内部統制                         |                      |                          |                            |                                |                                |                                        | ○                        | ★                      | ○                          |
| システム戦略                                   | ★                    | ○                        |                            |                                |                                |                                        |                          |                        |                            |
| システム企画                                   | ★                    | ★                        | ○                          |                                |                                | ○（2023年秋期より）                    |                          |                        |                            |
| 経営戦略マネジメント                           | ★                    |                          |                            |                                |                                | ○（2023年秋期より）                    |                          | ○                      |                            |
| 技術戦略マネジメント                           | ○                    |                          |                            |                                |                                | ○（2023年秋期より）                    |                          |                        |                            |
| ビジネスインダストリ（民生機器、産業機器など） | ★                    |                          |                            |                                |                                | ○                                      |                          |                        |                            |
| 企業活動                                       | ★                    |                          |                            |                                |                                |                                        |                          | ○                      |                            |
| 法務                                           | ○                    |                          | ○                          |                                |                                |                                        | ○                        | ★                      |                            |

凡例
- ★で示された領域は当該試験区分における重点分野である。出題内容のスキルレベル（4段階）は一部を除き、最高の4である。
- ○で示された領域は当該試験区分ではスキルレベル3（午前Ⅰ試験および応用情報技術者試験午前と同等のレベル）として出題される。

### 論文試験
高度情報処理技術者試験区分の中で、ITストラテジスト試験、システム監査技術者試験、プロジェクトマネージャ試験、システムアーキテクト試験、ITサービスマネージャ試験、エンベデッドシステムスペシャリスト試験は午後Ⅱ試験の問題で3000文字程度の小論文を課している。これは、技術系でありながらそれぞれの立場で第三者に状況を説明することが必要とされるためであると考えられる。そのため、技術のみを深く追求するだけでなく、与えられた問題から的確に情報を把握し、正しく伝達するための技量を論文形式で表現する能力が必要となる。課された設問に対して、実務経験を基に具体的に論述する必要があり、多くの受験者にとって難易度が高いと認識されている。

### 過去の形式
2008年度（平成20年度）までの試験
いずれの試験区分も、午前・午後Ⅰ・午後Ⅱの3段階の形式で出題されていた。試験時間は3段階の合計で310分（情報セキュリティアドミニストレータ試験は280分）であった（午前試験が免除された場合は210分）。午前・午後Ⅰ・午後Ⅱの順で採点され、不合格点であった場合は、その時点で採点は中断され不合格。一度の試験で3段階全てが合格基準以上で合格となる。
- 午前試験は、各試験区分毎に重点分野が異なる選択式問題が出題される[10]。試験時間100分。四肢択一式（マークシート使用）で55問出題され全問解答。IRT（項目応答理論）方式によって、最低200点〜最高800点の5点刻みで採点され、600点以上で合格（午前試験通過）となる。合格基準点に達しなかった場合はその時点で不合格となり採点を中断する（午後Ⅰおよび午後Ⅱは採点されない。）。
  - システムアナリスト試験、アプリケーションエンジニア試験、プロジェクトマネージャ試験の3区分については共通問題が出題される。また、いずれかの区分およびソフトウェア開発技術者試験の合格者は合格の日から2年間、この3区分の午前試験が免除される特典が付いた。
  - コンピュータ科学の基礎理論に関する領域（離散数学、応用数学、アルゴリズム、プログラミングなど）は午前試験では出題対象に含まれない。ただし、2006年度（平成18年度）に新設されたテクニカルエンジニア(情報セキュリティ)試験（のちの情報セキュリティスペシャリスト試験の前身に相当する区分）では後述する午後Ⅰでセキュアプログラミングに関する問題が自由選択制で出題されていた。
  - 以下の早見表のうち、★および○で示された領域が当該試験区分における出題対象に含まれる。特に★は重点分野である。

| 試験区分                                                     | システムアナリスト試験 プロジェクトマネージャ試験 アプリケーションエンジニア試験 | テクニカルエンジニア(ネットワーク)試験 | テクニカルエンジニア(データベース)試験 | テクニカルエンジニア(システム管理)試験 | テクニカルエンジニア(エンベデッドシステム)試験 | テクニカルエンジニア(情報セキュリティ)試験 | 情報セキュリティアドミニストレータ試験 | 上級システムアドミニストレータ試験 | システム監査技術者試験 |
| ------------------------------------------------------------ | -------------------------------------------------------------------------------- | -------------------------------------- | -------------------------------------- | -------------------------------------- | ---------------------------------------------- | ------------------------------------------ | -------------------------------------- | ---------------------------------- | ---------------------- |
| コンピュータシステム（構成要素、ソフトウェア、ハードウェア） | ○                                                                                | ★                                      | ○                                      | ★                                      | ★                                              | ○                                          | ○                                      | ○                                  | ○                      |
| システム開発、システム運用                                   | ★                                                                                | ○                                      | ○                                      | ★                                      | ○                                              | ○                                          | ○                                      | ★                                  | ○                      |
| コンピュータネットワーク技術                                 |                                                                                  | ★                                      |                                        | ○                                      | ○                                              | ★                                          | ○                                      |                                    |                        |
| データベース技術                                             |                                                                                  |                                        | ★                                      | ○                                      |                                                | ○                                          |                                        |                                    |                        |
| 情報セキュリティと標準化                                     | ○                                                                                | ○                                      | ○                                      | ○                                      | ○                                              | ★                                          | ★                                      | ○                                  | ○                      |
| 情報化社会と経営                                             | ★                                                                                |                                        |                                        |                                        |                                                |                                            | ○                                      | ★                                  | ★                      |
| 監査                                                         |                                                                                  |                                        |                                        |                                        |                                                |                                            | ○                                      |                                    | ★                      |

- 午後Ⅰ試験は、各試験区分に応じた長文の事例解析問題が4問出題され、そのうち3問を選択して解答する。試験時間90分。素点採点で、最低200点〜最高800点の5点刻みで採点され、600点以上で合格（午後Ⅰ試験通過）である。ここで不合格だった場合、その時点で採点は中断される（午後Ⅱは採点されない。）。

- 午後Ⅱ試験は、各試験区分に応じて記述式もしくは論文課題形式で出題される。試験時間120分（情報セキュリティアドミニストレータ試験は90分）。記述式の区分の場合は800点満点中600点以上、論文課題形式の場合はA・B・C・Dの4段階で採点されAランクの場合のみ最終的に合格となる。合格基準に達しなかった場合は不合格。